# Girl on Fire
Girl on Fire är en låt från  2012 av Alicia Keys. Den har också spelats in av Nicki Minaj.